# Vilhelmina av Danmark
Vilhelmina Maria av Danmark, född den 18 januari 1808 i Kiel, död den 30 maj 1891 i Glücksburg, var en dansk prinsessa. Hon var dotter till Fredrik VI av Danmark och Maria Sofia Fredrika av Hessen-Kassel. 
Vilhelmina var en attraktiv äktenskapspartner och bland tänkbara äktenskapskandidater fanns den senare Oscar I av Sverige. Hon blev dock gift 1828 i Köpenhamn med Fredrik VII av Danmark, som då ännu inte hade blivit kung. Förlovningen hade tillkännagivits 1826 och blivit ovanligt firad och populär bland allmänheten. Man grundade bland annat Vilhelmine-Stiftelsen, till förmån för utstyrslar åt brudar. Den sågs som ett tecken på försoning mellan de två grenarna av kungahuset, som stått på spänd fot sedan 1814. 
Relationen mellan Vilhelmina och Fredrik blev olycklig: Fredrik ska enligt uppgift ha sårat henne genom sin otrohet, och hennes föräldrar var oroade över hennes olycka. Hon beskrivs som mild och snäll, men utan den karaktär som krävdes för att få inflytande över Fredrik. Efter ett stormigt och olyckligt äktenskap separerade makarna 1834 och skilde sig 1837. 
Vilhelmina gifte 1838 om sig med sin kusin hertig Karl av Glücksburg, och levde med honom i Kiel. Detta äktenskap anses ha varit mycket lyckligt. Då maken deltog i kriget 1848-1852 inträffade dock en brytning med danska kungahuset, och hon bodde under kriget i Dresden. Hon försonades med sin familj 1852 och återvände med maken till Danmark. Från 1870 bodde hon sedan i Glücksburg. 
Vilhelmina uppges ha sörjt Danmarks förlust av hertigdömena, men hyllat den nya dynastin. Hon blev som gammal döv och levde därför isolerat, men blev populär i Glücksburg genom sin välgörenhet.   
Hon dog barnlös, och var möjligen steril.